# Subaru Solterra
La Subaru Solterra est un SUV électrique du constructeur automobile japonais Subaru. Elle est le premier véhicule électrique de la marque.

## Présentation
Le nom du SUV électrique de Subaru est annoncé le 11 mai 2021. Solterra est la combinaison des mots « Sol » pour Soleil et « Terra » pour Terre.
La Solterra est présentée le 11 novembre 2021. Elle est la jumelle technique de la Toyota bZ4X, dont elle reprend les traits stylistiques extérieurs où seul le spolier avant intégrant la calandre pleine est différent.

## Caractéristiques techniques
La Solterra repose sur la plateforme technique modulaire e-TNGA développée en commun avec le constructeur Toyota, et dévoilée en avril 2021 avec le concept car Toyota BZ4X Concept au salon de l'automobile de Shanghai.

### Motorisation
La Subaru Solterra est disponible en deux roues motrices avec un seul moteur électrique placé sur l'essieu avant d'une puissance de 204 ch (150 kW) et 265 N m de couple. 
La Solterra existe aussi avec une transmission intégrale, spécialité du constructeur qui célèbre les 50 ans de son système de transmission intégrale symétrique (SAWD) en 2022, année de lancement de la Solterra. La version quatre roues motrices est dotée d'un moteur de 108 ch (80 kW) sur chaque essieu pour une puissance cumulée de 218 ch (160 kW), et 336 N m de couple.

### Batterie
La batterie lithium-ion à refroidissement liquide de la Solterra a une capacité de 71,4 kWh.

## Concept car
La Subaru Solterra est préfigurée par le concept car Subaru Evoltis présenté en décembre 2020.